# Kylie Cantrall
Kylie Cantrall, född 25 juni 2005, är en amerikansk skådespelare.
Cantrall har bland annat medverkat i filmen Descendants: The Rise of Red. Hon har även medverkat i TV-serien Gabby Duran & The Unsittables.

## Filmografi (i urval)
- 2019–2021 – Gabby Duran & The Unsittables (TV-serie)
- 2024 – Descendants: The Rise of Red